# Обважнювач
Обважнювач (рос. утяжелитель, англ. dense media solid, weighting material, medium solid; нім. Schwerstoff m, Beschwerungsmittel n) — тверда тонкоподрібнена речовина, компонент важкого середовища, що забезпечує його задану густину. Використовується, зокрема, у важкосередовищному збагаченні корисних копалин, а також при приготуванні бурових розчинів.
Вимоги до речовини О.: 
1. Висока густина, яка дозволяє утворювати важке середовище при мінімальній концентрації та в'язкості; 
2. Хімічна нейтральність і відсутність шкідливих впливів на середовище і обслуговчий персонал; 
3. Доступність, низька вартість; 
4. Здатність до регенерації, тобто до вилучення простими засобами для повторного використання. 
Найчастіше як О. використовують глини, кварцовий пісок, барит, пірит, магнетит, арсенопірит, ґаленіт, кварц, феросиліцій, колошниковий пил, залізну окалину та ін.
У практиці гравітаційного збагачення для приготування суспензій на вуглезбагачувальних фабриках найчастіше використовують магнетитовий концентрат густиною 4400—4700 кг/м3, на рудозбагачувальних фабриках — ґранульований або подрібнений феросиліцій густиною 6800 — 7200 кг/м3, а також суміші магнетитового концентрату з феросиліцієм. Крупність О. — (93-97)% класу — 0,16 мм.
Результати збагачення корисних копалин суттєво залежать від фізичних властивостей обважнювача, а також від властивостей суспензій — густини, в'язкості і стійкості.